# جروتاميناردا
جروتاميناردا ( بلهجة أربينو : Rótta ) و هي بلدة وبلدية (كومونا) في مقاطعة أفيلينو ( في إقليم كامبانيا ) ، وتقع على بعد نحو 80 كيلومتر (50 ميل) شمال شرق نابولي ، في جنوب غرب إيطاليا .
و تُعد جروتاميناردا جزء من أبرشية الروم الكاثوليك في أريانو إربينو-لاسيدونيا, وتحد أراضيها بلديات أريانو إيربينو وبونيتو وفليوميري و فونتانوروسا و فريجينتو و جيسوالدو و ميليتو إيربينو و ميرابيلا إكلانو .

## الإقتصاد
توفر المنطقة الصناعية في جروتاميناردا في الوقت الراهن وظائف للعمال الذين يتنقلون من المدن المجاورة, كما توجد أيضا العديد من المزارع الصغيرة والمتوسطة للعمل بها, و تٌعتبر هذه البلدة منتجة للسلامي و حَلوى التوروني, و يقام سوق كبير ، بما في ذلك بائعي الفاكهة والخضروات والجبن والسلامي ومجموعة متنوعة من الأدوات المنزلية كل يوم اثنين.

## المعالم السياحية الرئيسية
تشمل المعالم كنائس سانتا ماريا ماجوري وسان ميشيل وبعض الآثار القديمة, و يقع معلم سانتواريو دي كاربينيانو في هذه البلدة وتحديدا في فراتسيوني من منطقة كاربينيانو (قرية صغرة من قرى بلدة جروتاميناردا) على بعد 4.5 كيلومتر (2.8 ميل) جنوباً.

## المواصلات
يمر بـ جروتاميناردا طريق A16 السريع والذي يربط بين مدينتي باري ونابولي عند مخرج مشترك, و يمر من منتصفه الطريق السريع SS90.

## السكان المحليين البارزين
- ليوبولدو فاريترا (1908-2001) ، طبيب
- فينسينزو فولبي (1855-1929) ، رسام